# Eucarterus sparsutus
Eucarterus sparsutus – gatunek chrząszcza z rodziny biegaczowatych, podrodziny Harpalinae i pleminia Harpalini.

## Taksonomia
Gatunek opisany został w 1898 roku przez Edmunda Reittera jako Eriotomus sparsutus. W 1900 roku Reitter wydzielił ten gatunek jako gatunek typowy nowego rodzaju Eucarterus. Rodzaj ten pozostaje monotypowy.

## Biologia i ekologia
Biegaczowaty ten jest wieloroślinożerny i należy do zabroidalnych geohortobiontów. Preferuje suche łąki, stepy i półstepy. 

## Rozprzestrzenienie
Chrząszcz palearktyczny, o eurazjatyckim typie faunistycznym i zasięgu bałkańsko-bliskowschodnim. Wykazany z Bułgarii, Grecji, Cypru, Ukrainy, Turcji, Izraela, Jordanii, Syrii, Armenii i Iranu. Na Ukrainie występuje w górskich rejonach Krymu. W Armenii na wyżynach. Z Iranu podawany z ostanu Ardabil.